# 자주대공포
자주대공포(自走對空砲, 영어: anti-aircraft vehicle; self-propelled anti-aircraft gun, SPAAG; self-propelled air defense system, SPAD))는 자동차나 장갑차에 대공포를 장착한 무기이다.

## 2차 세계대전기
- M16 (미국)
- 오스트빈트 (독일)
- 비르벨빈트 (독일)

## 냉전기
- 2s6 퉁구스카(소련)
- Gepard(독일)

## 역사
처음 적의 정찰기를 격추하기 위해 대공포가 등장하기 시작하였다.

### 제 1차 세계대전
대공화기는 옛날에는 트럭에 탑재되었다. 1차 세계 대전 동안에도 흔히 트럭에 탑재했었다.

### 제 2차 세계대전
제 2차 세계대전 동안에도 대공화기를 트럭에 실었었다. 독일의 “88”대공포의 전신인 제 1차 세계 대전 독일 77mm대공포는 트럭에 탑재되어 영국 탱크에 많은 영항을 미쳤다. 이 때 대공포를 탱크에 쏜다는 것은 정말 상상도 못할 일이었다. 옛날엔 명중율이 좋지 못해 대공포만으로 영공을 방어하는 것은 불가능했는데, 미사일과 레이더를 사용하기 시작하면서 전투기도 피하기 힘들 정도로 명중률이 증가했다.
두 번의 세계 대전 사이에 영국은 바르치 포를 개발했는데, 이는 지형 위에서 현재의 탱크를 사용하여 형성을 유지할 수 있는 장갑 추적형 새시 위의 일반 용도의 대포 부품이다. 그 총은 대공용으로 올릴 수 있다.
비커스 암스트롱은 40mm의 비커스 QF-1"Pom-Pom"총을 장착한, SCAAG를 기반으로 하는 SPAAG를 개발했다. 후에 영국인들은 MK버전을 개발한다.
초기의 전쟁 이전의 AA총의 선구자들 중에는 독일인들이 있었다. 전쟁 전까지 그들은 S.S.z.10.4와 6,672화물의 하프 트랙을 운반했으며, 화물은 20mm 또는 37mmAA포를 탑재했다.나중에 전쟁에서 비슷한 독일의 하프 트랙들이 4개의 20mm무기들을 탑재했다.

## 국가별 자주대공포

### 중국의 자주대공포

#### 개발의 역사
95식 자주대공포(PGZ-95)는 구경 25mm 대공 기관포 4문을 궤도식 장갑차량에 탑재한 무기로, 개발과 설계는 중국의 지상 장갑차량 개발 연구소인 서북기전공정연구소가 맡았다.

#### 성능
95식 자주대공포의 TV 추적장치는 최대 6,000m까지 표적을 추적할 수 있고, 적외선 목표추적장치는 최대5,000m까지 추적이 가능하다. 레이저거리 측정기는 500~5,500m 범위에서 거리 측정이 가능하다. 포탑 후면에 탑재된 CLC-1 저고도 대공탐색 레이더는 s밴드를 이용하여 약 11km까지 탐색 가능하다, 95식 자주대공포는 탐지거리가 짧은 편에 속하기 때문에 기본적인 표적 탐지는 별도의 지휘통제차와 95식 자주대공포 자체 레이더를 동시에 이용하고, TV, 적외선 추적장치와 레이저 거리측정기의 조합을 이용한다. 이 같은 추적장치에서 얻은 데이터는 사격통제장치와 연동되어 자동으로 사격할 수 있다.

#### 운용
95식 자주대공포는 중국군 기갑 및 기계화 부대의 방공차량으로 배치되고 있다. 부대 운용 시 포대당 6대 기준으로 편성되고 여기에 지휘통제차 1대, 탄약 운반차 3대, 전원공급차1대, 정비차 1대가 추가된다.

#### 파생 및 변형
탑재한 대공미사일의 종류, 일부 개량 사항 등을 기준으로 95식 기본형 이외에 PGZ-2000, PGZ-04A 등이 있다. PGZ-04A는 95식 자주대공포의 최신 개량형으로 25mm 대공포와 함께 HN-6 대공미사일을 탑재한 것이 특징이다.

### 이탈리아의 자주대공포
| 분류      | 대공차량 |
| --------- | -------- |
| 제조국    | 이탈리아 |
| 승무원    | 3명      |
| 장갑      | 38mm     |
| 중량      | 15,100kg |
| 기동 가능 | 550km    |

이탈리아의 자주대공포 SIDAM25는 이탈리아에서 개발된 자체 추진식 대공포이며 OTOMelara에 의해 개발되었다.

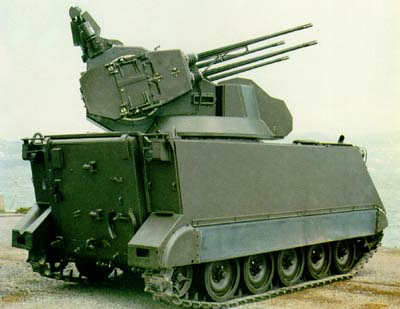
SIDAM25의 사진

오일리콘 KBA25mm 포 4개가 장착되어 있고 각각의 포는 분당 570발의 발사속도를 가지고 있다. 시담은 보통 15~25발의 짧은 사격을 한다. 이 시스템으로 50~300m/s로 비행하는 기체를 타격할 수 있다. 공중 대상에 대해서는 하이 익스플로스 프래그맨테이션(HE-FRAG) 라운드를, 지면 대상에 대해서는 Armor-piercing(AP) 라운드를 사용한다. 차량에는 광전자 방화 제어 시스템과 레이저 범위 축소기가 장착되어 있다. 시담에는 레이더가 없어서 눈에 보이는 표적만 포착할 수 있다. 시담의 방탄은 작은 화기와 포탄 파편을 보호할 수 있다. 총 3명이 탑승할 수 있으며 지휘관, 포병, 운전사이다.

### 대한민국의 자주대공포
K-30 비호

### 북한의 자주대공포
| 분류           | 대공차량 |
| -------------- | -------- |
| 원산지         | 북한     |
| 승무원         | 4명      |
| 무게           | ~20t     |
| 최대 주행 속도 | 시속50km |
| 높이           | ~3.6m    |
| 폭             | ~3.1m    |

M19992 SPAAG는 1992년에 처음으로 관찰되었고 더 오래된 37mmSPAAG의 대체물로 개발되었다. 1980년대 북한은 상당한 양의 자주포를 생산하여 이미 가동 중인 섀시를 가지고 있는 견인 대포와 짝지었다. 대부분의 북한 각색 물과 달리 M19992는 원래 형태보다 성능이 향상된 것으로 보인다. M19992 SPAAG는 Shilka와 비교하여 눈에 띄게 높은 터렛을 가지고 있다. 30mm자동권총 2자루가 장착되어 있다. 최대 화재율은 배럴당 800회이다. 항공기 표적에 대한 추정 유효 범위는 약3,000m이다. 이 자체 추진형 대공 시스템은 지상 표적에 대해서도 사용할 수 있다. 목표 고도에 따른 추적 범위는 6-10km이다. 사령관, 포병, 레이더 조작자 및 운전자 4명의 승무원이 탑승할 수 있다.

## 같이 보기
- 곡사포
- 자주포
- 대공포방공